# イヴァ (小惑星)
イヴァ (497 Iva) は、小惑星帯の小惑星。レイモンド・スミス・ドゥーガンがハイデルベルクで発見した。
発見者の大家の娘、イヴァ・ショアーズに因んで名付けられた。